# Квіто Кванавале
Квіто Кванавале — місто та муніципалітет у провінції Квандо-Кубанго (Куандо-Кубанго) в Анголі. Іноді використовуються назви Kuito Kuanavale або Kwito Kwanavale, хоча це модифікація оригінальної португальської назви.
Він займає площу 35 610 квадратних кілометрів (13 750 миля2), а його населення станом на 2014 рік становить 40 829 жителів. Квіто-Кванавале межує на півночі з муніципалітетом Лучазес, на сході з Мавінга, на півдні з Нанкова та на заході з муніципалітетами Менонге та Чітембо.
Територія навколо міста була ареною важких боїв під час різних кампаній під час Громадянської війни в Анголі та Прикордонної війни з Південною Африкою, при цьому битва при Квіто-Кванавале 1987—1988 років була найбільшою сухопутною битвою в Африці з часів Другої світової війни. Місто обслуговує аеропорт Квіто Кванавале.

## Історія
Своєю назвою місто зобов'язане двом місцевим річкам: Квіто і Кванавале. 21 жовтня відзначають День міста, з цієї нагоди щорічно організовують святкування.

### Битва при Квіто-Кванавале
Саме в цьому муніципалітеті відбулися одні з найкривавіших зіткнень громадянської війни в Анголі. З одного боку, ФАПЛА, збройні сили МПЛА, які були на піку могутності, воювали за підтримки кубинської армії, а з іншого боку, ФАЛА, збройні сили УНІТА, підтримувані армією Південної Африки. Тисячі бойовиків загинули з обох сторін. Наприкінці битви при Квіто-Кванавале як УНІТА, так і МПЛА оголосили себе переможцями. Найбільшим наслідком цього конфлікту стало виведення кубинських і південноафриканських військ з ангольської території та, як наслідок, незалежність Намібії. Битва вважалася найбільшим військовим зіткненням на африканській землі з часів Сталінградської битви Другої світової війни.